# Jack Sock
Jack Sock, né le 24 septembre 1992 à Lincoln, est un joueur de tennis et de pickleball américain, professionnel de 2011 à 2023.
Il est champion olympique du double mixte, titre gagné avec Bethanie Mattek-Sands aux Jeux de Rio 2016, où il s'est aussi adjugé une médaille de bronze en double messieurs en compagnie de Steve Johnson. Il remporte son premier titre en Masters 1000 le 5 novembre 2017 au tournoi de Paris Bercy grâce auquel il fait son entrée dans le top 10 du classement ATP. En double messieurs, il a remporté à deux reprises le tournoi de Wimbledon en 2014 avec Vasek Pospisil et 2018 avec Mike Bryan, ainsi que l'US Open 2018 et le Masters 2018 avec ce dernier.

## Carrière
Jack Sock a commencé à jouer au tennis à l'âge de huit ans. Son père, Larry, est un conseiller financier et golfeur, sa mère Pam est une femme au foyer, et son  frère Eric est actuellement dans une université. En tant que junior, il a remporté 18 titres USTA National. Il est diplômé en mai 2011 à l'université de Blue Valley High School North dans le Kansas. Dans sa carrière de lycéen, il remporte 80 matchs pour 0 défaite et remporte quatre fois consécutivement le championnat de son pays.
Jack Sock est réputé pour être un show-man qui aime faire rire le public d'où son attitude dans certains matches.

### 2010 - 2013. Début de carrière
En 2010, alors âgé de 18 ans il reporte l'USTA Boys ainsi qu'un titre en simple à l'US Open junior dans la même année.
Il a également remporté un titre en double au Tournoi de Delray Beach avec James Blake et un titre en double mixte à l'US Open 2011 avec Melanie Oudin.
Il a remporté deux tournois Challenger en simple : Tiburon en 2012 et Winnetka en 2013.

### 2014. Victoire en double à Wimbledon, entrée en simple dans le top 50
En 2014, il remporte avec Vasek Pospisil les tournois en double de Wimbledon et Atlanta et atteint la finale au Masters de Cincinnati.

### 2015. 1/8 de finale à Roland-Garros, premier titre sur le circuit ATP et entrée dans le top 30
Alors 58e mondial, il commence son année au Masters d'Indian Wells et il y réalise une bonne performance. Battant Lu Yen-hsun (64-7, 6-2, 7-5), puis encore au mental au second tour, Gilles Müller (3-6, 6-3, 7-67), avant de vaincre la tête de série numéro 15, Roberto Bautista-Agut (3-6, 6-3, 6-2) et ainsi se qualifier pour les huitièmes, le premier dans cette catégorie. Son parcours s'arrête contre la tête de série numéro 2 et futur finaliste, Roger Federer (3-6, 2-6) en 1 h 09.
En avril, il remporte son premier titre ATP en simple à Houston sur terre battue en battant en finale son compatriote Sam Querrey (7-69, 7-62), en ayant battu au passage le 15e mondial Roberto Bautista-Agut au second tour (6-4, 6-4) et le 16e mondial Kevin Anderson (7-63, 6-3) en demi-finale.
À Roland-Garros, il bat facilement la tête de série numéro 10 Grigor Dimitrov, (7-67, 6-2, 6-3), puis au second tour l'Espagnol Pablo Carreño Busta un peu plus difficilement (62-7, 7-64, 6-1, 7-64), et domine (6-2, 6-1, 6-4) le Croate Borna Ćorić, pour se qualifier pour la première fois en deuxième semaine d'un Grand Chelem. En huitième, il affronte le nonuple vainqueur à Paris, l'Espagnol Rafael Nadal 7e mondial, contre qui il réalise un gros match en lui prenant un set mais cède à la fin (3-6, 1-6, 7-5, 2-6).
Par la suite, il se qualifie pour une demi-finale à Newport où il perd contre Ivo Karlović (63, 4-6) et un quart à Washington en battant Richard Gasquet (64-7, 7-65, 6-4) dans un gros match à suspense où il perd en deux manches contre Steve Johnson. Il refait un huitième en Masters 1000 à Montréal avec deux gros matchs contre Adrian Mannarino et Grigor Dimitrov conclus par une victoire en trois manches, mais perd sèchement contre le no 1 mondial, Novak Djokovic.
Enfin sur la tournée en salle, il réalise une finale à Stockholm, en passant Pablo Carreño-Busta et Fernando Verdasco difficilement en trois manches, avant de prendre la mesure sur deux têtes de série, les Français Gilles Simon (7-5, 7-65 en quart et Richard Gasquet (6-4, 6-2) en demi-finale. Il est battu par le 5e mondial, Tomáš Berdych (61-7, 2-6). À Bâle, après des victoires contre ses compatriotes Denis Kudla, John Isner et Donald Young le tout en deux sets pour arriver dans le dernier carré, il se fait battre à nouveau (3-6, 4-6), par Roger Federer futur lauréat.

### 2016. 1/8 de finale à l'US Open, 3 finales disputées etno2américain
La saison 2016 est marquée par une bonne progression en simple, avec pour son premier tournoi en janvier à Auckland où il atteint la finale, en battant Kevin Anderson (1-6, 6-4, 6-4), mais surtout le 8e mondial David Ferrer (3-6, 6-1, 6-2) en demi-finale. Malade, il abandonne contre Roberto Bautista-Agut après la perte du premier set.
Au mois d'avril au tournoi de Houston sur terre battue alors tenant du titre, il atteint la finale en battant Márcos Baghdatís et John Isner (7-64, 6-3). Il perd contre le revenant Juan Mónaco 148e mondial, (6-3, 3-6, 5-7) en 2 h 20.
Il parvient à être champion olympique en double mixte au côté de Bethanie Mattek-Sands. En double, il met également fin à sa collaboration avec Vasek Pospisil, qui remontait à 2014.
Pour le dernier Grand Chelem à l'US Open, il vient à bout difficilement en cinq manche comme à l'Open d'Australie de Taylor Fritz (7-63, 7-5, 3-6, 1-6, 6-4), puis le qualifié Mischa Zverev facilement et de battre le 9e mondial, Marin Čilić (6-4, 6-3, 6-3) en 1 h 45, se qualifiant pour son premier huitième de finale cette année. Il perd au tour suivant contre le Français Jo-Wilfried Tsonga (3-6, 3-6, 7-67, 2-6).
Il remporte en octobre le Masters 1000 de Shanghai en double avec son compatriote John Isner. Et en simple, il se qualifie pour son premier quart de finale dans cette catégorie, en éliminant Guido Pella, Feliciano López en trois manche et le serveur Milos Raonic 6e mondial, (0-6, 6-4, 7-68) après une bulle dans la première manche. Il est vaincu contre Gilles Simon dans un match serré (6-4, 4-6, 65-7).
Par la suite, il rallie pour une seconde fois consécutive la finale de Stockholm, en parvenant à battre notamment Alexander Zverev (64-7, 7-64, 6-4) en demie. Il perd (5-7, 1-6) contre l'Argentin Juan Martín del Potro, de retour en forme.
Puis en double, il remporte le tournoi de Bâle avec Marcel Granollers. Enfin au Masters de Paris-Bercy, il bat Philipp Kohlschreiber (6-2, 7-63), puis le 8e mondial Dominic Thiem en moins d'une heure de jeu (6-2, 6-4). Avant de battre Richard Gasquet (6-2, 3-6, 7-5) après avoir été mené 2-4 dans la dernière manche, se qualifiant pour son deuxième quart consécutif en Masters 1000. Il perd contre son compatriote John Isner en trois manches dans un match particulier. Il finit sa saison comme no 2 américain derrière Isner.

### 2017.1revictoire enMasters 1000à Paris-Bercy, 2 titres en ATP 250, demi-finaliste au Masters et entrée dans le top 8
Pour son premier tournoi officiel, après la Hopman Cup alors finaliste contre les Français Kristina Mladenovic et Richard Gasquet, perdant alors 1-2. Il joue le tournoi d'Auckland, battant Ryan Harrison difficilement (7-65, 4-6, 6-1), puis le Français Jérémy Chardy (5-7, 6-4, 6-3) et Steve Johnson (6-4, 6-3) pour ainsi rallier sa première finale de l'année. Qu'il remporte contre João Sousa (6-3, 5-7, 6-3), remportant son deuxième titre et lui apportant beaucoup de confiance pour la suite. À l'Open d'Australie, il passe ses deux premiers tours contre Pierre-Hugues Herbert et Karen Khachanov sans perdre de set. Il perd contre le Français Jo-Wilfried Tsonga, 12e mondial avec résistance (64-7, 5-7, 7-68, 3-6).
Tournoi de reprise à Delray Beach, battant ses compatriotes Steve Johnson (6-4, 7-64) et Donald Young (6-4, 7-62) pour se qualifier pour la finale. Cependant fait rare, son adversaire le Canadien Milos Raonic (4e mondial) déclare forfait avant de disputer la finale touché aux ischio-jambiers. Jack Sock remporte le troisième titre de sa carrière sans jouer.
Au Masters d'Indian Wells, Sock passe difficilement ses matchs le tout en trois sets tout au long de la semaine. Battant le qualifié Henri Laaksonen et le 13e mondial, Grigor Dimitrov (3-6, 6-3, 7-67). Puis en huitième le Tunisien Malek Jaziri (4-6, 7-61, 7-5), avant de vaincre (6-3, 2-6, 6-2) en 1 h 48 le Japonais Kei Nishikori, 5e mondial, première victoire sur un top 5 et rallier pour la première fois les demi-finales d'un Masters 1000. Il perd contre le Suisse Roger Federer (1-6, 64-7) en 1 h 14 malgré une deuxième manche plus serrée. Alors 17e mondial au Masters de Miami, Sock passe Yoshihito Nishioka sur abandon, Jiří Veselý et le qualifié Jared Donaldson en deux sets pour se qualifier pour les quarts de finale. Il perd sèchement (2-6, 3-6) en 1 h 23 contre Rafael Nadal.
Sur terre battue, il perd son titre au tournoi de Houston en s'inclinant en demi-finale contre son compatriote Steve Johnson (6-4, 4-6, 3-6). Et un 1/8 de finale au Masters de Rome en battant Diego Schwartzman et Jiří Veselý en trois manches, mais perdant à nouveau contre Rafael Nadal (3-6, 4-6) au bout d'1 h 20 de jeu ; il déçoit par la suite aux Grand Chelem de Roland-Garros et Wimbledon.
Jack réalise un bon tournoi à l'Open de Washington avec des victoires sur Jared Donaldson (7-66, 6-2) et surtout le 10e mondial, Milos Raonic (7-5, 6-4). Il s'incline au tour d'après, en demi-finale face à Kevin Anderson (3-6, 4-6).
Par la suite, Sock réalise des contre-performances, et ne rebondit qu'à partir des tournois en salle. Il atteint d'abord les quarts de finale à l'Open de Stockholm et à l'Open de Bâle. Puis il réalise un beau parcours au Masters de Paris-Bercy en tant que tête de série numéro 16. Exempté de premier tour, il vainc Kyle Edmund (4-6, 7-64, 7-65) après avoir été mené 1-5 dans l'ultime manche, puis bat le Français Lucas Pouille (7-66, 6-3) pour passer en quart. Il passe ensuite l'Espagnol Fernando Verdasco (63-7, 6-2, 6-3) toujours dangereux dans un bon jour et un autre Français, Julien Benneteau (7-5, 6-2) fatigué de sa semaine. Grâce à cette victoire, Jack Sock se qualifie pour une finale de Masters 1000 pour la première fois de sa carrière, d'autant qu'il avait avalé un big mac avant, dans une ambiance « électrique » selon ses dires. En remportant la finale contre le qualifié Filip Krajinović (5-7, 6-4, 6-1) après 1 h 58 de jeu, Sock remporte à 25 ans son premier Masters 1000 et le titre le plus important de sa carrière. Il intègre le top 10 mondial en grimpant de treize rangs, passant de la 22e à la 9e place mondiale et décrivant sa performance comme « bon dimanche ».
Grâce à ce titre, Sock prend la dernière place qualificative pour le Masters de Londres du 12 au 19 novembre. Jack Sock devient la premier non Européen à gagner un Masters 1000, depuis Miami en 2010 avec Andy Roddick et le premier depuis Andre Agassi en 1999 à Bercy. À Londres, il est placé dans le groupe Boris Becker, avec le no 2 mondial, Roger Federer, le no 3 mondial, Alexander Zverev et le no 5 mondial, Marin Čilić. Il perd son premier match en 1 h 31 de jeu (4-6, 64-7) contre le Suisse Federer qui lui a mis « la pression ». Sock arrive à retourner la tournure du match contre Čilić en s'imposant (5-7, 6-2, 7-64) après 2 h 28 de match intense alors mené dans la dernière manche et dans le tie-break, et qu'il s'agit de « son moment » dans sa carrière. Pour déterminer le 2e du groupe, Sock affronte le jeune Allemand Zverev et finit par s'imposer (6-4, 1-6, 6-4) en 1 h 53, retournant le match à son avantage pour se qualifier, dès son premier Masters, pour les demi-finales. Il s'agit d'une première pour un Américain depuis Andy Roddick en 2007. Il perd toutefois en trois manches face à Grigor Dimitrov après avoir remporté le premier set (6-4, 0-6, 3-6) au bout de deux heures. Avec ce beau parcours, il termine ainsi l'année dans le top 8, en progression par rapport à l'année précédente (23e).

### 2018. Année catastrophique en simple mais riche en double
Après son incroyable fin de saison 2017 (titre au Masters de Paris-Bercy et demi-finale au Masters), il connaît une année 2018 catastrophique, où il est incapable d'enchaîner deux victoires de suite jusqu'au tournoi de Bercy, où il atteint les quarts de finale. Ces mauvais résultats lui valent de passer de la 8e à la 105e place en un an.
Par contre, il connaît une année prolifique en double puisqu'il remporte cinq titres dont Wimbledon et l'US Open avec son compatriote Mike Bryan. Grâce à ces bons résultats, il atteint la 2e place mondiale et se qualifie pour le Masters de double.

### 2019. Année gâchée par des blessures
Il obtient une Wild-Card pour l'Open d'Australie, grâce à son quart de finale à Paris-Bercy en 2018, mais chute d'entrée face à une autre Wild-Card, l'Australien Alex Bolt.
Il s'absentera plus de 6 mois, en raison d'une blessure au doigt, et fera des retours à Atlanta, à Washington, à Cincinnati et à l'US Open, mais chutera à chaque fois au premier tour.
Il connaît sa première victoire de la saison, en septembre, lors de la Laver Cup à Genève, face à l'Italien Fabio Fognini en deux sets : 6-1, 7-63.

### 2020
En février 2020 il renoue avec la victoire en ATP après 474 jours sans victoires sur le circuit, en 1/16eme de finale de l’ATP de New York.

### 2021
En juillet, à l'ATP 250 de Newport, pour son retour sur le circuit principal, Sock alors classé 213e mondial élimine au premier tour l'Australien Bolt, issu des qualifications et 146e au classement. L'Américain remporte ainsi son premier match dans un tournoi ATP depuis dix mois.

### 2023
Après de nombreuses années de galères, ne parvenant pas à retrouver son ancien niveau, il annonce le 27 août 2023, la fin de sa carrière professionnelle à seulement 30 ans, pour se consacrer au Pickleball, un autre sport de raquette. Ses derniers matchs ont lieu en double à l'US Open 2023, en messieurs avec John Isner où il perd en trois sets (2-6, 6-3, 6-7), puis en mixte avec Coco Gauff, où ils s'inclinent sèchement contre la paire Alycia Parks / Denis Kudla (2-6, 6-7).

### 2024
En janvier 2024, il décroche une médaille de bronze en pickleball au PPA Masters, à Palm Springs. Au mois de mai, il est classé 9e mondial en simple, moins d'un an après ses débuts professionnels.

## Palmarès

### En simple messieurs

#### Titres
| No | Date       | Nom et lieu du tournoi                                   | Catégorie    | Dotation    | Surface      | Finaliste        | Score         |          |
| -- | ---------- | -------------------------------------------------------- | ------------ | ----------- | ------------ | ---------------- | ------------- | -------- |
| 1  | 06-04-2015 | Fayez Sarofim & Co. US Men's Clay Court Champ's, Houston | ATP 250      | 488 225 $   | Terre (ext.) | Sam Querrey      | 7-69, 7-62    | Parcours |
| 2  | 09-01-2017 | ASB Classic, Auckland                                    | ATP 250      | 450 110 $   | Dur (ext.)   | João Sousa       | 6-3, 5-7, 6-3 | Parcours |
| 3  | 20-02-2017 | Delray Beach Open, Delray Beach                          | ATP 250      | 534 625 $   | Dur (ext.)   | Milos Raonic     | Forfait       | Parcours |
| 4  | 30-10-2017 | Rolex Paris Masters, Paris                               | Masters 1000 | 4 273 775 € | Dur (int.)   | Filip Krajinović | 5-7, 6-4, 6-1 | Parcours |

#### Finales
| No | Date       | Nom et lieu du tournoi                                   | Catégorie | Dotation  | Surface      | Vainqueur             | Score         |          |
| -- | ---------- | -------------------------------------------------------- | --------- | --------- | ------------ | --------------------- | ------------- | -------- |
| 1  | 19-10-2015 | If Stockholm Open, Stockholm                             | ATP 250   | 537 050 € | Dur (int.)   | Tomáš Berdych         | 7-61, 6-2     | Parcours |
| 2  | 11-01-2016 | ASB Classic, Auckland                                    | ATP 250   | 463 520 $ | Dur (ext.)   | Roberto Bautista-Agut | 6-1, 1-0 ab.  | Parcours |
| 3  | 04-04-2016 | Fayez Sarofim & Co. US Men's Clay Court Champ's, Houston | ATP 250   | 515 025 $ | Terre (ext.) | Juan Mónaco           | 3-6, 6-3, 7-5 | Parcours |
| 4  | 17-10-2016 | If Stockholm Open, Stockholm                             | ATP 250   | 566 525 € | Dur (int.)   | Juan Martín del Potro | 7-5, 6-1      | Parcours |

### En double messieurs
| 17 titres en double | 3 G. Chelem | 3 G. Chelem | 3 G. Chelem | 3 G. Chelem | 1 Masters  | 1 Masters  | 1 Masters   | 1 Masters   | 4 Masters 1000 | 4 Masters 1000 | 4 Masters 1000 | 4 Masters 1000 | 3 ATP 500          | 3 ATP 500          | 3 ATP 500          | 3 ATP 500          | 6 ATP 250          | 6 ATP 250          | 6 ATP 250      | 6 ATP 250      | 0 JO           | 0 JO           | 0 JO           | 0 JO           |
| 17 titres en double | 13 sur dur  | 13 sur dur  | 13 sur dur  | 13 sur dur  | 13 sur dur | 13 sur dur | 3 sur gazon | 3 sur gazon | 3 sur gazon    | 3 sur gazon    | 3 sur gazon    | 3 sur gazon    | 1 sur terre battue | 1 sur terre battue | 1 sur terre battue | 1 sur terre battue | 1 sur terre battue | 1 sur terre battue | 0 sur moquette | 0 sur moquette | 0 sur moquette | 0 sur moquette | 0 sur moquette | 0 sur moquette |

## Parcours dans les tournois duGrand Chelem

### En simple
| Année | Open d'Australie | Open d'Australie | Internationaux de France | Internationaux de France | Wimbledon       | Wimbledon         | US Open         | US Open           |
| ----- | ---------------- | ---------------- | ------------------------ | ------------------------ | --------------- | ----------------- | --------------- | ----------------- |
| 2010  | —                | —                | —                        | —                        | —               | —                 | 1er tour (1/64) | M. Chiudinelli    |
| 2011  | —                | —                | —                        | —                        | —               | —                 | 2e tour (1/32)  | Andy Roddick      |
| 2012  | —                | —                | —                        | —                        | —               | —                 | 3e tour (1/16)  | Nicolás Almagro   |
| 2013  | —                | —                | 2e tour (1/32)           | Tommy Haas               | —               | —                 | 3e tour (1/16)  | Janko Tipsarević  |
| 2014  | 2e tour (1/32)   | Gaël Monfils     | 3e tour (1/16)           | Dušan Lajović            | 2e tour (1/32)  | Milos Raonic      | 1er tour (1/64) | Pablo Andújar     |
| 2015  | —                | —                | 1/8 de finale            | Rafael Nadal             | 1er tour (1/64) | Sam Groth         | 2e tour (1/32)  | Ruben Bemelmans   |
| 2016  | 2e tour (1/32)   | Lukáš Rosol      | 3e tour (1/16)           | A. Ramos-Viñolas         | 3e tour (1/16)  | Milos Raonic      | 1/8 de finale   | J.-W. Tsonga      |
| 2017  | 3e tour (1/16)   | J.-W. Tsonga     | 1er tour (1/64)          | Jiří Veselý              | 2e tour (1/32)  | Sebastian Ofner   | 1er tour (1/64) | Jordan Thompson   |
| 2018  | 1er tour (1/64)  | Yuichi Sugita    | 1er tour (1/64)          | Jürgen Zopp              | 1er tour (1/64) | Matteo Berrettini | 2e tour (1/32)  | N. Basilashvili   |
| 2019  | 1er tour (1/64)  | Alex Bolt        | —                        | —                        | —               | —                 | 1er tour (1/64) | Pablo Cuevas      |
| 2020  | —                | —                | 2e tour (1/32)           | Dominic Thiem            | Annulé          | Annulé            | 2e tour (1/32)  | Adrian Mannarino  |
| 2021  | —                | —                | —                        | —                        | —               | —                 | 3e tour (1/16)  | Alexander Zverev  |
| 2022  | —                | —                | —                        | —                        | 3e tour (1/16)  | Jason Kubler      | 1er tour (1/64) | Diego Schwartzman |

N.B. : à droite du résultat se trouve le nom de l'ultime adversaire.

### En double messieurs
| Année | Open d'Australie          | Open d'Australie           | Internationaux de France   | Internationaux de France       | Wimbledon                  | Wimbledon                      | US Open                     | US Open                   |
| ----- | ------------------------- | -------------------------- | -------------------------- | ------------------------------ | -------------------------- | ------------------------------ | --------------------------- | ------------------------- |
| 2011  | —                         | —                          | —                          | —                              | —                          | —                              | 1er tour (1/32) J. Withrow  | M. Knowles X. Malisse     |
| 2012  | —                         | —                          | —                          | —                              | —                          | —                              | 2e tour (1/16) S. Johnson   | F. Čermák M. Mertiňák     |
| 2013  | —                         | —                          | 2e tour (1/16) E. Butorac  | Bob Bryan Mike Bryan           | —                          | —                              | 1er tour (1/32) J. Blake    | A. Peya B. Soares         |
| 2014  | —                         | —                          | 1/8 de finale João Sousa   | A. Golubev Sam Groth           | Victoire V. Pospisil       | Bob Bryan Mike Bryan           | 1/8 de finale V. Pospisil   | C. Berlocq L. Mayer       |
| 2015  | —                         | —                          | 1/4 de finale V. Pospisil  | J.-J. Rojer Horia Tecău        | 1/8 de finale V. Pospisil  | Jamie Murray John Peers        | 1er tour (1/32) V. Pospisil | L. Mayer João Sousa       |
| 2016  | 1/4 de finale V. Pospisil | Pablo Cuevas M. Granollers | 2e tour (1/16) V. Pospisil | J. Benneteau É. Roger-Vasselin | 1/8 de finale V. Pospisil  | J. Benneteau É. Roger-Vasselin | —                           | —                         |
|       |                           |                            |                            |                                |                            |                                |                             |                           |
| 2018  | —                         | —                          | 1/8 de finale S. Johnson   | P.-H. Herbert Nicolas Mahut    | Victoire Mike Bryan        | Raven Klaasen Michael Venus    | Victoire Mike Bryan         | Łukasz Kubot Marcelo Melo |
| 2019  | 1/8 de finale J. Withrow  | Ryan Harrison Sam Querrey  | —                          | —                              | —                          | —                              | 1/4 de finale J. Withrow    | Jamie Murray Neal Skupski |
| 2020  | —                         | —                          | 2e tour (1/16) V. Pospisil | P.-H. Herbert Nicolas Mahut    | Annulé                     | Annulé                         | 1/8 de finale J. Withrow    | Mate Pavić Bruno Soares   |
| 2021  | —                         | —                          | —                          | —                              | —                          | —                              | 2e tour (1/16) Neal Skupski | Forfait                   |
| 2022  | —                         | —                          | —                          | —                              | 1/4 de finale Denis Kudla  | J. S. Cabal Robert Farah       | —                           | —                         |
| 2023  | —                         | —                          | —                          | —                              | 1er tour (1/32) John Isner | Max Purcell J. Thompson        | 1er tour (1/32) John Isner  | R. Galloway A. Olivetti   |

N.B. : le nom du partenaire se trouve sous le résultat ; le nom des ultimes adversaires se trouve à droite.

### En double mixte
| Année | Open d'Australie         | Open d'Australie        | Internationaux de France | Internationaux de France | Wimbledon                   | Wimbledon                  | US Open                        | US Open                   |
| ----- | ------------------------ | ----------------------- | ------------------------ | ------------------------ | --------------------------- | -------------------------- | ------------------------------ | ------------------------- |
| 2010  | —                        | —                       | —                        | —                        | —                           | —                          | 1er tour (1/16) Beatrice Capra | B. Mattek Daniel Nestor   |
| 2011  | —                        | —                       | —                        | —                        | —                           | —                          | Victoire Melanie Oudin         | Gisela Dulko E. Schwank   |
| 2012  | —                        | —                       | —                        | —                        | —                           | —                          | 2e tour (1/8) Melanie Oudin    | Sania Mirza C. Fleming    |
| 2013  | 1er tour (1/16) A. Barty | Hsieh Su-wei R. Bopanna | —                        | —                        | —                           | —                          | 1er tour (1/16) S. Stephens    | Chan Hao-ching M. Emmrich |
|       |                          |                         |                          |                          |                             |                            |                                |                           |
| 2017  | —                        | —                       | —                        | —                        | 2e tour (1/16) Madison Keys | Elena Vesnina Bruno Soares | —                              | —                         |
| 2018  | —                        | —                       | —                        | —                        | 1/8 de finale S. Stephens   | E. Makarova B. Soares      | —                              | —                         |
|       |                          |                         |                          |                          |                             |                            |                                |                           |
| 2023  | —                        | —                       | —                        | —                        | —                           | —                          | 1er tour (1/16) C. Gauff       | A. Parks D. Kudla         |

N.B. : le nom de la partenaire se trouve sous le résultat ; le nom des ultimes adversaires se trouve à droite.

## Parcours auMasters

### En simple
| Année | Lieu    | Résultat    | Tour           | Adversaires                                                | Victoire / Défaite       | Scores                                               |
| ----- | ------- | ----------- | -------------- | ---------------------------------------------------------- | ------------------------ | ---------------------------------------------------- |
| 2017  | Londres | Demi-finale | RR Demi-finale | Roger Federer Marin Čilić Alexander Zverev Grigor Dimitrov | Défaite Victoire Défaite | 4-6, 64-7 5-7, 6-2, 7-64 6-4, 1-6, 6-4 6-4, 0-6, 3-6 |

### En double
| Année | Ville              | Surface      | Partenaire | Résultats | Résultat final |
| ----- | ------------------ | ------------ | ---------- | --------- | -------------- |
| 2018  | Londres (O2 Arena) | Dur en salle | Mike Bryan | 4v, 1d    | Vainqueur      |

## Parcours dans lesMasters 1000

### En simple
| Année | Indian Wells             | Miami                  | Monte-Carlo | Madrid                   | Rome                     | Canada                    | Cincinnati           | Shanghai                   | Paris                    |
| ----- | ------------------------ | ---------------------- | ----------- | ------------------------ | ------------------------ | ------------------------- | -------------------- | -------------------------- | ------------------------ |
| 2011  | —                        | 1er tour C. Berlocq    | —           | —                        | —                        | —                         | —                    | —                          | —                        |
| 2012  | 1er tour S. Giraldo      | —                      | —           | —                        | —                        | —                         | —                    | —                          | —                        |
| 2013  | 1er tour I. Karlović     | —                      | —           | —                        | —                        | —                         | 1er tour M. Raonic   | —                          | —                        |
| 2014  | 1er tour Tim Smyczek     | 2e tour M. Raonic      | —           | —                        | —                        | 2e tour M. Raonic         | 1er tour T. Robredo  | 1/8 de finale J. Benneteau | 2e tour M. Raonic        |
| 2015  | 1/8 de finale R. Federer | 3e tour D. Thiem       | —           | 2e tour J.-W. Tsonga     | 1er tour G. Simon        | 1/8 de finale N. Djokovic | 2e tour K. Anderson  | 2e tour T. Berdych         | 1er tour V. Troicki      |
| 2016  | 3e tour D. Thiem         | 3e tour M. Raonic      | —           | 1/8 de finale João Sousa | 2e tour D. Goffin        | 1/8 de finale S. Wawrinka | —                    | 1/4 de finale G. Simon     | 1/4 de finale John Isner |
| 2017  | 1/2 finale R. Federer    | 1/4 de finale R. Nadal | —           | 1er tour N. Mahut        | 1/8 de finale R. Nadal   | 2e tour D. Ferrer         | 1er tour Y. Sugita   | 1er tour A. Dolgopolov     | Victoire F. Krajinović   |
| 2018  | 3e tour F. López         | 3e tour Borna Ćorić    | —           | 1er tour P. Cuevas       | 2e tour P. Kohlschreiber | 1er tour D. Medvedev      | 1er tour Chung Hyeon | 1er tour P. Gojowczyk      | 1/4 de finale D. Thiem   |
|       |                          |                        |             |                          |                          |                           |                      |                            |                          |
| 2021  | 1er tour J. Millman      | —                      | —           | —                        | —                        | —                         | —                    | n.o.                       | —                        |
| 2022  | 2e tour S. Tsitsipás     | 1er tour M. Kecmanović | —           | —                        | —                        | —                         | —                    | n.o.                       | —                        |
| 2023  | 2e tour F. Cerúndolo     | —                      | —           | —                        | —                        | —                         | —                    | —                          | —                        |

N.B. : sous le résultat se trouve le nom de l’ultime adversaire.

### En double
| Année | Indian Wells          | Indian Wells    | Miami                    | Miami        | Monte-Carlo | Monte-Carlo | Madrid                 | Madrid           | Rome                | Rome             | Canada                   | Canada          | Cincinnati              | Cincinnati    | Shanghai                 | Shanghai         | Paris                  | Paris          |
| ----- | --------------------- | --------------- | ------------------------ | ------------ | ----------- | ----------- | ---------------------- | ---------------- | ------------------- | ---------------- | ------------------------ | --------------- | ----------------------- | ------------- | ------------------------ | ---------------- | ---------------------- | -------------- |
| 2011  | —                     | —               | 1er tour (1/16) Harrison | Bryan        | —           | —           | —                      | —                | —                   | —                | —                        | —               | —                       | —             | —                        | —                | —                      | —              |
|       |                       |                 |                          |              |             |             |                        |                  |                     |                  |                          |                 |                         |               |                          |                  |                        |                |
| 2014  | —                     | —               | 1/2 finale Harrison      | Cabal Farah  | —           | —           | —                      | —                | —                   | —                | 1er tour (1/16) Pospisil | Gasquet Tsonga  | Finale Pospisil         | Bryan         | 1/8 de finale Pospisil   | Bopanna Mergea   | 1/8 de finale Pospisil | Paes Wawrinka  |
| 2015  | Victoire Pospisil     | Bolelli Fognini | Finale Pospisil          | Bryan        | —           | —           | 1/4 de finale Pospisil | Granollers López | 1/2 finale Kyrgios  | Granollers López | 1er tour (1/16) Berdych  | Nadal Verdasco  | 1/8 de finale Pospisil  | Paes Wawrinka | 1er tour (1/16) Pospisil | Kyrgios Tomic    | Finale Pospisil        | Dodig Melo     |
| 2016  | Finale Pospisil       | Herbert Mahut   | 1er tour (1/16) Pospisil | Isner Monroe | —           | —           | 1/4 de finale Pospisil | Dodig Melo       | Finale Pospisil     | Bryan            | 1/8 de finale Kyrgios    | Nestor Pospisil | —                       | —             | Victoire Isner           | Kontinen Peers   | 1/4 de finale Monroe   | Bopanna Nestor |
| 2017  | 1er tour (1/16) Isner | Herbert Mahut   | Finale Monroe            | Kubot Melo   | —           | —           | 1/2 finale Kyrgios     | Forfait          | 1/4 de finale Isner | Dodig Granollers | 1er tour (1/16) Monroe   | Khachanov Thiem | 1er tour (1/16) Withrow | Cabal Fognini | 1er tour (1/32) Isner    | Forfait          | 1/8 de finale Monroe   | Kontinen Peers |
| 2018  | Victoire Isner        | Bryan           | 1er tour (1/16) Monroe   | Rojer Tecău  | —           | —           | 1er tour (1/16) Isner  | McLachlan Struff | 1/8 de finale Isner | Kontinen Peers   | 1/4 de finale Bryan      | Klaasen Venus   | 1/8 de finale Bryan     | López         | 1/8 de finale Bryan      | Peralta Zeballos | 1/2 finale Bryan       | Rojer Tecău    |
| 2019  | —                     | —               | —                        | —            | —           | —           | —                      | —                | —                   | —                | —                        | —               | 1/8 de finale Harrison  | López Murray  | —                        | —                | —                      | —              |
| 2020  | n.o.                  | n.o.            | n.o.                     | n.o.         | n.o.        | n.o.        | n.o.                   | n.o.             | —                   | —                | n.o.                     | n.o.            | 1er tour (1/16) Querrey | Fritz Opelka  | n.o.                     | n.o.             | —                      | —              |
| 2021  | 1/8 de finale Isner   | Forfait         | —                        | —            | —           | —           | —                      | —                | —                   | —                | —                        | —               | —                       | —             | n.o.                     | n.o.             | —                      | —              |
| 2022  | Victoire Isner        | González Roger  | —                        | —            | —           | —           | —                      | —                | —                   | —                | —                        | —               | —                       | —             | n.o.                     | n.o.             | —                      | —              |
| 2023  | 1/2 finale Isner      | Bopanna Ebden   | —                        | —            | —           | —           | —                      | —                | —                   | —                | —                        | —               | —                       | —             | —                        | —                | —                      | —              |

N.B. : le nom du partenaire se trouve sous le résultat ; le nom des ultimes adversaires se trouve à droite.

## Parcours enCoupe Davis
| #                                                                  | Date          | Lieu       | Surface      | Gagnant(s)              | Perdant(s)                    | Score                   |          |
|                                                                    |               |            |              |                         |                               |                         |          |
| 2015 - play-off (groupe mondial) - Ouzbékistan - États-Unis 1:3    |               |            |              |                         |                               |                         |          |
| 1                                                                  | 18-20/09/2015 | Tachkent   | Terre (ext.) | Jack Sock               | Farrukh Dustov                | 7-5, 6-3, 6-2           | Parcours |
| 1                                                                  | 18-20/09/2015 | Tachkent   | Terre (ext.) | Jack Sock               | Denis Istomin                 | 6-2, 2-6, 6-4, 6-4      | Parcours |
|                                                                    |               |            |              |                         |                               |                         |          |
| 2016 - 1er tour (groupe mondial) - Australie - États-Unis 1:3      |               |            |              |                         |                               |                         |          |
| 2                                                                  | 04-06/03/2016 | Melbourne  | Gazon (ext.) | Bernard Tomic           | Jack Sock                     | 7-62, 6-3, 3-6, 6-4     | Parcours |
|                                                                    |               |            |              |                         |                               |                         |          |
| 2016 - 1/4 de finale (groupe mondial) - États-Unis - Croatie 2:3   |               |            |              |                         |                               |                         |          |
| 3                                                                  | 15-17/07/2016 | Portland   | Dur (ext.)   | Jack Sock               | Marin Čilić                   | 4-6, 3-6, 6-3, 6-4, 6-4 | Parcours |
| 3                                                                  | 15-17/07/2016 | Portland   | Dur (ext.)   | Borna Ćorić             | Jack Sock                     | 6-4, 3-6, 6-3, 6-4      | Parcours |
|                                                                    |               |            |              |                         |                               |                         |          |
| 2017 - 1er tour (groupe mondial) - États-Unis - Suisse 5:0         |               |            |              |                         |                               |                         |          |
| 4                                                                  | 03-05/02/2017 | Birmingham | Dur (int.)   | Jack Sock               | Marco Chiudinelli             | 6-4, 6-3, 6-1           | Parcours |
| 4                                                                  | 03-05/02/2017 | Birmingham | Dur (int.)   | Steve Johnson Jack Sock | Adrien Bossel Henri Laaksonen | 7-63, 6-3, 7-65         | Parcours |
|                                                                    |               |            |              |                         |                               |                         |          |
| 2017 - 1/4 de finale (groupe mondial) - Australie - États-Unis 3:2 |               |            |              |                         |                               |                         |          |
| 5                                                                  | 07-09/04/2017 | Brisbane   | Dur (ext.)   | Jordan Thompson         | Jack Sock                     | 6-3, 3-6, 7-64, 6-4     | Parcours |
| 5                                                                  | 07-09/04/2017 | Brisbane   | Dur (ext.)   | Steve Johnson Jack Sock | Sam Groth John Peers          | 3-6, 6-3, 6-2, 2-6, 6-3 | Parcours |

## Confrontations avec ses principaux adversaires
Confrontations lors des différents tournois ATP et en Coupe Davis avec ses principaux adversaires (5 confrontations minimum et avoir été membre du top 10). Classement par pourcentage de victoires. Situation au 26 avril 2024 :
| Joueur          | Meilleur classement | Confrontations | Victoires | Défaites | Pourcentage de victoires | Dernière confrontation                                  |
| --------------- | ------------------- | -------------- | --------- | -------- | ------------------------ | ------------------------------------------------------- |
| Rafael Nadal    | 1                   | 6              | 0         | 6        | 0                        | défaite (2-6, 6-4, 61-7) au tournoi de Washington 2021  |
| Dominic Thiem   | 3                   | 5              | 1         | 4        | 20                       | défaite (1-6, 3-6, 66-7) à Roland-Garros 2020           |
| Milos Raonic    | 3                   | 11             | 3         | 8        | 27,3                     | victoire (7-5, 6-4) au tournoi de Washington 2017       |
| Taylor Fritz    | 5                   | 6              | 2         | 4        | 33,3                     | défaite (65-7, 4-6) au tournoi de Dallas 2023           |
| John Isner      | 9                   | 8              | 3         | 5        | 37,5                     | défaite (66-7, 6-4, 4-6) au Masters de Paris-Bercy 2016 |
| Kevin Anderson  | 5                   | 5              | 2         | 3        | 40                       | défaite (7-65, 2-6, 4-6) au tournoi de Newport 2021     |
| Grigor Dimitrov | 3                   | 5              | 3         | 2        | 60                       | défaite (6-4, 0-6, 3-6) au Masters 2017                 |

## Victoires sur le top 10
Toutes ses victoires sur des joueurs classés dans le top 10 de l'ATP lors de la rencontre.
| Légende         |
| Grand Chelem    |
| Masters         |
| Jeux olympiques |
| Masters 1000    |
| 500 Series      |
| 250 Series      |
| Coupe Davis     |

| # | J.S.  | Tournoi      | Année | Surface    | Adversaire       | Rang  | Tour   | Score          |
| - | ----- | ------------ | ----- | ---------- | ---------------- | ----- | ------ | -------------- |
| 1 | no 60 | Shanghai     | 2014  | Dur        | Kei Nishikori    | no 6  | 1/16   | 7-65, 6-4      |
| 2 | no 26 | Auckland     | 2016  | Dur        | David Ferrer     | no 8  | 1/2    | 3-6, 6-1, 6-2  |
| 3 | no 27 | US Open      | 2016  | Dur        | Marin Čilić      | no 9  | 1/16   | 6-4, 6-3, 6-3  |
| 4 | no 25 | Shanghai     | 2016  | Dur        | Milos Raonic     | no 6  | 1/8    | 0-6, 6-4, 7-68 |
| 5 | no 24 | Paris-Bercy  | 2016  | Dur (int.) | Dominic Thiem    | no 8  | 1/16   | 6-2, 6-4       |
| 6 | no 18 | Indian Wells | 2017  | Dur        | Kei Nishikori    | no 5  | 1/4    | 6-3, 2-6, 6-2  |
| 7 | no 19 | Washington   | 2017  | Dur        | Milos Raonic     | no 10 | 1/4    | 7-5, 6-4       |
| 8 | no 9  | Masters      | 2017  | Dur (int.) | Marin Čilić      | no 5  | Poules | 5-7, 6-2, 7-64 |
| 9 | no 9  | Masters      | 2017  | Dur (int.) | Alexander Zverev | no 3  | Poules | 6-4, 1-6, 6-4  |

## Classements ATP en fin de saison
| Année          | 2009 | 2010 | 2011 | 2012 | 2013 | 2014 | 2015 | 2016 | 2017 | 2018 | 2019 | 2020 | 2021 | 2022 |
| Rang en simple | 699  | 870  | 382  | 150  | 104  | 42   | 26   | 23   | 8    | 107  | –    | 253  | 147  | 133  |
| Rang en double | –    | 681  | 369  | 167  | 103  | 15   | 19   | 16   | 39   | 2    | 119  | 134  | 150  | 43   |

Source : (en) Classements de Jack Sock sur le site officiel de la Fédération internationale de tennis